# Boschidar Milenkow
Boschidar Dimitrow Milenkow (bulgarisch Божидар Димитров Миленков; * 1. Dezember 1954 in Plowdiw) ist ein ehemaliger bulgarischer Kanute.

## Erfolge
Boschidar Milenkow nahm an zwei Olympischen Spielen teil. Bei seinem Olympiadebüt 1976 in Montreal gehörte er zum bulgarischen Aufgebot im Vierer-Kajak, mit dem er auf der 1000-Meter-Strecke nach dritten Plätzen in den Vor- und Halbfinalläufen das Finale erreichte. Dieses schlossen die Bulgaren nach 3:12,94 Minuten auf dem siebten Platz ab, 2,2 Sekunden hinter den Podestplätzen. Diese belegten Mannschaften aus der Sowjetunion, Spanien und der DDR.
Vier Jahre darauf startete Milenkow auch bei den Olympischen Spielen 1980 in Moskau im Vierer-Kajak über die 1000-Meter-Distanz. In den Vorläufen verpasste die Mannschaft, zu der neben Milenkow noch Borislaw Borissow, Lasar Christow und Iwan Manew gehörten, als Fünfte die direkte Finalqualifikation und musste daher nochmals im Halbfinale antreten. Dort gelang es ihnen als drittplatzierte Mannschaft, sich den letzten freien Startplatz im Endlauf zu sichern. Im Rennen um die Medaillen überquerten sie schließlich nach 3:15,46 Minuten als drittes Boot die Ziellinie, hinter den siegreichen Kanuten aus der DDR und nur eine Zehntelsekunde hinter den Rumänen, sodass sie die Bronzemedaille gewannen.